# Slag bij Alphen aan den Rijn
De Slag bij Alphen aan den Rijn (in de 'Goudse Chronyke' staat deze slag vermeld als Slag bij Alphen of ook wel Slag bij de Gouwsesluis) vond plaats in 1425 (de late middeleeuwen). Hij vormde een onderdeel van de Hoekse en Kabeljauwse twisten. 
Binnen een jaar was er ter plaatse tweemaal strijd, en wel op 21 oktober 1425 en vervolgens 6 maanden later op 30 april 1426.

## Eerste slag
De eerste slag vond op 21 oktober 1425 plaats. Jacoba van Beieren was met haar Hoeksgezinde leger en met hulp van het Sticht Utrecht opgetrokken vanuit Gouda. Ze wist het stadhouderlijk leger, dat de steun had van de Hollandse steden Leiden, Haarlem en Amsterdam, te confronteren te Gouwsluis bij Alphen aan den Rijn. De partij van Van Beieren won de slag en nam in triomf de stedelijke banieren mee . Belangrijke personen die deelnamen in het leger van Jacoba waren Jan II van Montfoort en Dirk van der Merwede.
Jacoba van Beieren was zelf achtergebleven in Gouda, wat zeer gebruikelijk was. Kabeljauwse soldaten hadden een houten fort gebouwd dat de doorvaarroutes over de Gouwe en Rijn overzag. De plaatselijk bevolking had weinig op met deze Kabeljauwse soldaten en poorters uit Leiden en Haarlem en besloot daarom samen te werken met een Hoeks leger uit Gouda. De plaatselijke Gouwse bevolking begon het vee bij het fort op te drijven, waardoor de Kabeljauwse bezetting in actie kwam om de Gouwse burgers tegen te houden. Echter, uit een hinderlaag vanuit de bosjes kwamen de Hoeken uit Gouda tevoorschijn en vond er een veldslag plaats waarbij 100 soldaten van Kabeljauwse zijde werden gevangen genomen.

## Tweede slag
Op 30 april 1426 kwam het tot een tweede treffen. Jacoba van Beieren brak het beleg van Haarlem af nadat ze vernam dat er een vijandelijk leger haar kant op kwam. Deze strijdmacht, aangevoerd door Jan van Uitkerke, de zoon van Roeland van Uitkerke die Haarlem verdedigde, bestond uit 800 Vlamingen. Ze bestond verder uit poorters van Hollandse steden en naderde Alphen aan den Rijn. De gravin zou een belangrijk strategisch punt verliezen als die plaats in handen van de tegenstander viel. Ze wist opnieuw te winnen terwijl het Vlaamse huurleger naar Leiden vluchtte. Alleen al uit die stad zouden 85 burgers die aan de strijd deelnamen gedood zijn. In totaal zou het aantal gesneuvelden zo'n 300 hebben bedragen. De overwinning van Jacoba was mede te danken aan de inzet van lokale boogschutters, uit dankbaarheid schonk de gravin hen daarom een miskelk.
Deze slag vond grotendeels op de rivier de Gouwe plaats. In de ochtend van de aanval was het mistig toen de boten (vendels) van de legers van Jan van Uitkerke aankwamen bij Gouwsluis. Het leger van Jacoba van Beieren had zich achter de "Rhijndijk" verschanst en begon de aanval onder leiding van Filips van Wassenaar. Volgens kroniekschrijver Wouter van Goudhoeve was Jacoba van Beieren aanwezig bij het Beleg van Haarlem als ook de Slag bij Alphen, wat zeer ongewoon was voor adellijke vrouwen voor die tijd.
Het is goed mogelijk dat Willem Nagel, baljuw van Alkmaar, ook aanwezig was bij deze slag. Historicus Wijnkoper suggereert dat de "Kennemerloop" ontstond onder Nagel na de gebeurtenissen bij Gouwsluis. Een rebellenleger trok plunderend door het Rijnland, Delftland en Schieland om voornamelijk kastelen, landhuizen en hoeves in brand te steken, die van "Kabeljauwse heren" waren. De meesten verbleven nog onwetend in Middelburg bij Filips de Goede, na diens overwinning bij Brouwershaven.

### Ridderslag
Na deze tweede slag werden zeven heren en edelen van de Hoeken verheven tot 'ridder'. Dit waren Jan van Wassenaar, heer van Voorburg, Hendrik van Kronenburg, Jan van Langerak, Dirk van der Merwede, Gerrit II van Poelgeest, Everhard of Ewout, bastaard van Holland en Arnoud van Ghent. Zij hadden zich dapper onderscheiden tijdens de slag voor hun gravin Jacoba van Beieren en kwamen daarom in aanmerking voor de titel van ridder.